# BONUS
155 BONUS — високоточний 155 мм касетний артилерійський снаряд, розроблений спільно компаніями Bofors (Швеція) та Nexter (Франція).
Спроєктований для стрільби на великі відстані й ураження бронетехніки з верхньої півсфери. BONUS містить два касетних бойових елемента, які мають бойові частини типу «ударне ядро».

## Історія розробки
Програму було розпочато на початку 1985 року як дослідницький проєкт для Адміністрації оборонного обладнання Швеції, з початковим планом завершити розробку до 1989 року та розпочати виробництво до 1990 року. Однак у 1990 році повідомлялося, що завершення розробки перенесено на 1992 рік через затримки програми. У червні 1992 року між Швецією та Францією був підписаний протокол про військове співробітництво. Ця співпраця набула конкретної форми 7 березня 1993 року у Стокгольмі, де було укладено спеціальну угоду про розробку та виробництво «розумного» боєприпасу — артилерійського снаряда BONUS OBG. Міністр оборони Франції П’єр Жокс заявив, що угода «безсумнівно, дозволить об'єднати шведські та французькі технології, які є дуже передовими в цій галузі». Його шведський колега Андерс Бйорк підкреслив «історичний» характер цієї співпраці з Францією, «яка, безсумнівно, є найбільш технологічно просунутим партнером серед можливих для Швеції».
BONUS мав бути «розумною» протитанковою зброєю з дальністю понад 25 км, яка випускає два суббоєприпаси на висоті 1000 м над полем операцій з точним наведенням на кінцеву ціль. Перше постачання було заплановане на 1995 рік під час укладення угоди про співпрацю, але зрештою BONUS було запущено у виробництво лише через 5 років — у 1998 році, а до служби у Франції та Швеції він надійшов у 2000 році.

## Конструкція та застосування

Будова BONUS

Артилерійський снаряд BONUS стандартного для країн НАТО калібру 155 мм має масу 47 кг та містить два автономних самонавідних касетних бойових елемента типу «ударне ядро», здатних уражати важку бронетехніку, зокрема — основні бойові танки.
Після відокремлення від контейнера, касетний бойовий елемент розкриває пару крил, завдяки яким під час падіння набуває обертального моменту. Бойовий елемент має багатоспектральний інфрачервоний датчик та LiDAR, якими сканує поверхню під собою та порівнює виявлені машини з запрограмованою базою цілей.
При стрільбі зі стволу завдовжки 52 калібрів, максимальна дальність може сягати до 35 км.

### Принцип дії
| Фаза | Зображення                                       | Опис |
| ---- | ------------------------------------------------ | --- |
| 1    | Відбувається постріл аналогічний звичайному      | Відбувається постріл снаряду аналогічно звичайному                                                                            |
| 2    | Снаряд летить в повітрі                          | Снаряд летить в повітрі за звичайною балістичною траєкторією                                                                  |
| 3    | Механізм відокремлює бойові елементи             | На заданій ділянці траєкторії (таймер, тощо) спеціальний механізм (вишибний заряд) відокремлює бойові елементи від контейнера |
| 4    | Бойові елементи падають вниз                     | Відокремлені від контейнера бойові елементи падають вниз                                                                      |
| 5    | Для стабілізації бойові елементи самообертаються | Для стабілізації в польоті та сповільнення бойові елементи самообертаються                                                    |
| 6    | Підрив касетного бойового елемента               | Протитанкові бойові елементи використовують спеціальні механізми для пошуку цілей.                                            |

## Бойове застосування

### Повномасштабне російське вторгнення 2022 року
Високоточний артилерійський снаряд BONUS активно застосовується українськими артилеристами під час відбиття російської агресії. Так, наприклад, 23 червня 2023 року українській артилерії вдалося дістати та знищити російську систему протиповітряної оборони Бук.
5 липня 2023 року воїни 47 окремої механізованої бригади «Маґура» знищили новітній російський танк Т-90М «Прорив» на Запоріжжі. Ураження ворожого танку відбулося за допомогою снаряду BONUS.
9 липня 2024 року поблизу н.п. Роботине був знищений російський танк Т-90М. Ураження танку відбулося за допомогою 155-мм артилерійського снаряду BONUS.

## Оператори

### Поточні
- Саудівська Аравія: з 2011 року
- Україна: з 2023 року
- Фінляндія: з 2014 року[9]
- Франція: з 2000 року[10]
- Швеція: з 2000 року[10]

### Україна
В січні 2023 було помічено дані боєприпаси в Україні.
На озброєнні в України також перебували боєприпаси SMArt 155 з подібним принципом дії, через що траплялись випадки помилкової ідентифікації у поширених відео застосування.
Слід зазначити, що бойові елементи SMArt 155 сповільнюються при падінні завдяки невеликим парашутам.

### Фінляндія
В лютому 2023 року Сили оборони Фінляндії замовили боєприпаси BONUS MK II на суму €35 млн.